# Bobrovček
Bobrovček (bis 1927 slowakisch auch „Bobroveček“; ungarisch Kisbobróc) ist eine Gemeinde im Norden der Slowakei mit 158 Einwohnern (Stand 31. Dezember 2024), die zum Okres Liptovský Mikuláš, einem Teil des Žilinský kraj, gehört und zur traditionellen Landschaft Liptau gezählt wird.

## Geographie
Die Gemeinde befindet sich im Mittelteil des Talkessels Liptovská kotlina (Teil der größeren Podtatranská kotlina) unterhalb der Westtatra, am Zusammenfluss der Quellbäche von Petruška. Das Ortszentrum liegt auf einer Höhe von 661 m n.m. und ist zehn Kilometer von Liptovský Mikuláš entfernt.
Nachbargemeinden sind Pavlova Ves (Katastralgemeinde Babky) im Westen und Norden, Jalovec im Osten und Bobrovec im Süden.

## Geschichte
Bobrovček wurde zum ersten Mal 1231 als Hodos schriftlich erwähnt und gehörte zum Herrschaftsgebiet der Burg Likava, ab den 1780er Jahren dem Geschlecht Okolicsányi. 1715 gab es eine Mühle und 16 Steuerpflichtige im Ort, 1784 hatte die Ortschaft 53 Häuser und 498 Einwohner, 1828 zählte man 59 Häuser und 596 Einwohner, die als Spirituosenbrenner und -verkäufer, Pechhersteller und Zimmerleute beschäftigt waren.
Bis 1918 gehörte der im Komitat Liptau liegende Ort zum Königreich Ungarn und kam danach zur Tschechoslowakei und schließlich zur Slowakei. In der ersten tschechoslowakischen Republik war Landwirtschaft die Haupteinnahmequelle, aber auch Handwerke waren weit verbreitet. Bei einem Brand im Jahr 1946 wurden 32 Wohnhäuser, 36 Wirtschaftsgebäude und 16 Getreidespeicher zerstört.
Der Ort ist nach Bibern, die sich früher entlang des Baches Petruška aufhielten, benannt. Somit bedeutet der Ortsname etwa „Kleinbibersdorf“.

## Bevölkerung
| Jahr                | 1994 | 2004     | 2014  | 2024     |
| ------------------- | ---- | -------- | ----- | -------- |
| Anzahl der Personen | 232  | 200      | 176   | 158      |
| Unterschied         |      | −13,79 % | −12 % | −10,22 % |

| Jahr                | 2023 | 2024    |
| ------------------- | ---- | ------- |
| Anzahl der Personen | 165  | 158     |
| Unterschied         |      | −4,24 % |

Nach der Volkszählung 2011 wohnten in Bobrovček 174 Einwohner, alle davon Slowaken.
92 Einwohner bekannten sich zur römisch-katholischen Kirche, 66 Einwohner zur Evangelischen Kirche A. B. und ein Einwohner zur griechisch-katholischen Kirche. 12 Einwohner waren konfessionslos und bei drei Einwohnern wurde die Konfession nicht ermittelt.